# Adoniscus velox
Adoniscus velox är en kräftdjursart som beskrevs av Albert Vandel 1955. Adoniscus velox ingår i släktet Adoniscus och familjen Olibrinidae. Inga underarter finns listade i Catalogue of Life.